# シアニジン
シアニジン（Cyanidin）は、有機化合物の一つ。ブドウ、ビルベリー、ブラックベリー、ブルーベリー、サクランボ、ニワトコ、サンザシおよびラズベリーなど多くの赤色液果類に含まれる。この他にもリンゴやスモモにも含まれる。赤橙色が特徴的であるが、pH < 3で赤、pH 7-8 で紫、pH > 11で青色に変化する。シアニジンの濃度が最も大きい部分は果実の皮である。近年では、Escherichia coli（大腸菌）によるシアニジン-3-O-グリコシドの生合成が証明された。

## 人体への効果
シアニジンは他のアントシアニジンと同じように酸化防止剤およびラジカル防止剤として作用すると推測され、酸化的損傷からの細胞の保護および循環器疾患と悪性腫瘍のリスクを減らすと考えられている。一説では、シアニジンの食事摂取が肥満や糖尿病の抑止に繋がっていると言われている。他の研究では、シアニジンのグリコシド誘導体には悪性腫瘍への治療効果があるという結果も出ている。

## 誘導体
- アンチリニン（英語版） (シアニジン-3-ルチノシド)
- シアニジン-3-O-キシロシルルチノシド
- シアニジン-3,4'-ジ-O-β-グルコピラノシド
- シアニジン-4'-O-β-グルコシド
- クリサンテミン (シアニジン-3-O-グルコシド)
- イデイン（英語版） (シアニジン-3-O-ガラクトシド)
- シアニン (配糖体) (シアニジン-3,5-O-ジグルコシド)